# Stiphrolamyra vincenti
Stiphrolamyra vincenti là một loài ruồi trong họ Asilidae. Stiphrolamyra vincenti được Londt miêu tả năm 1983. Loài này phân bố ở vùng nhiệt đới châu Phi.